# Jan Puzyna
Jan Duklan Maurycy Paweł Puzyna herbu Oginiec (ur. 13 września 1842 w Gwoźdźcu, zm. 8 września 1911 w Krakowie) – polski duchowny rzymskokatolicki, biskup pomocniczy lwowski w latach 1886–1895, biskup diecezjalny krakowski w latach 1895–1911, kardynał prezbiter od 1901. Wnuk generała Józefa Dwernickiego.

## Życiorys
Pochodził z galicyjskiej zamożniejszej linii Puzynów, która nie zabiegała o potwierdzenie tytułu książęcego w Austrii, stąd tytułował się, podobnie jak jego krewni, tytułem kniaź na Kozielsku. Syn kniazia Romana i Hortensji z Dwernickich, córki generała Józefa Dwernickiego. W 1864 roku zdał egzamin dojrzałości w Stanisławowie. Studiował prawo na Uniwersytecie Lwowskim i w Pradze, gdzie w 1868 uzyskał doktorat. Pracował w sądownictwie galicyjskim.
W 1876 wstąpił do seminarium duchownego w Przemyślu. Po otrzymaniu święceń kapłańskich został skierowany do parafii Ducha Świętego w Przeworsku w charakterze wikariusza, gdzie przebywał w latach 1879–1880. Następnie powrócił do Przemyśla, gdzie w 1880 został mianowany kanonikiem.
26 lutego 1886 został prekonizowany biskupem pomocniczym archidiecezji lwowskiej.
W 1894 został prekonizowany biskupem diecezjalnym diecezji krakowskiej, który to urząd piastował od 1895. Ingres do katedry krakowskiej odbył 17 lutego 1895. 28 września 1901 założył nowe seminarium diecezjalne w Krakowie, a następnie zatroszczył się także o wzniesienie budynku przy ul. Podzamcze. Dokończył odnowę konserwatorską katedry wawelskiej (nie zrealizował projektu Akropolis wawelskiego Stanisława Wyspiańskiego), przerwał prace nad dekoracją skarbca katedralnego prowadzone przez Józefa Mehoffera. W 1908 koronował obraz Matki Bożej Bolesnej znajdujący się u oo. Franciszkanów. Odzyskał dla biskupstwa i odnowił kościół Benedyktynów w Tyńcu.
W 1901 odmówił zgody na katolicki pogrzeb pisarza Michała Bałuckiego, który w depresji popełnił samobójstwo. W tym samym roku, wizytując III Gimnazjum im. Króla Jana Sobieskiego w Krakowie, uznał przywitanie katechety gimnazjum, księdza Stanisława Puszeta, za niewystarczająco pokorne, i wykrzyknął: „Na kolana!”. Wydarzenie to odbiło się głośno w ówczesnej prasie, a także w literaturze pięknej (w Wyzwoleniu Wyspiańskiego). Wdał się w spór na temat obsady katedr Wydziału Teologicznego na Uniwersytecie Jagiellońskim. Mieszkańców Krakowa zbulwersował w 1909 odmową pochowania Juliusza Słowackiego w katedrze na Wawelu oraz odmową odprawienia mszy św. na Błoniach 15 lipca 1910 w 500. rocznicę bitwy grunwaldzkiej. Tłumaczył, że jest przeciwnikiem „patriotyzmu ulicznego”.
15 kwietnia 1901 przez papieża Leona XIII został mianowany kardynałem prezbiterem z kościołem tytularnym San Vitale. Podczas konklawe w 1903 zgłosił w imieniu cesarza Franciszka Józefa I (któremu zawdzięczał wybór na kardynała) protest zwany ekskluzywą wobec próby wyboru na papieża kardynała Mariana Rampolli del Tindaro. Zgłoszenie protestu miało wynikać z nieprzychylnego stosunku władcy Austro-Węgier Franciszka Józefa do Rampollego, który opowiadał się przeciwko katolickiemu pochówkowi syna cesarza – Rudolfa, zmarłego śmiercią samobójczą. Niedoszły papież wspierał także nastawione wrogo do Franciszka Józefa środowiska w Austro-Węgrzech. Protest zgłoszony przez kardynała Puzynę był ostatnią ekskluzywą w historii Kościoła. Rok później Pius X w konstytucji Commissum Nobis zniósł prawo ekskluzywy.
W 1902 był głównym konsekratorem arcybiskupa ormiańskokatolickiego Józefa Teodorowicza.
Został pochowany w katedrze wawelskiej w kaplicy pw. Niepokalanego Poczęcia NMP.